# MTV Europe Music Awards 2012
20. gala rozdania nagród MTV Europe Music Awards odbyła się 11 listopada 2012 we Frankfurcie nad Menem. Galę prowadziła niemiecka modelka Heidi Klum.

## Odbiór
Tuż po zakończeniu gali, na oficjalnych profilach MTV na portalach społecznościowych pojawiły się opinie, jakoby to EMA 2012 była najgorszą edycją gali wszech czasów. Organizator do tej pory nie odniósł się do tych zarzutów.

## Nominacje

### Najlepsza piosenka
- Carly Rae Jepsen – „Call Me Maybe”
- Fun. (featuring Janelle Monáe) – „We Are Young”
- Gotye (featuring Kimbra) – „Somebody That I Used to Know”
- Pitbull (featuring Chris Brown) – „International Love”
- Rihanna (featuring Calvin Harris) – „We Found Love”

### Najlepszy teledysk
- Katy Perry – „Wide Awake”
- Lady Gaga – „Marry the Night”
- M.I.A. – „Bad Girls”
- PSY – „Gangnam Style”
- Rihanna (featuring Calvin Harris) – „We Found Love”

### Wokalistka roku
- Rihanna
- Katy Perry
- Pink
- Taylor Swift
- Nicki Minaj

### Wokalista roku
- Justin Bieber
- Kanye West
- Flo Rida
- Pitbull
- Jay-Z

### Debiut roku
- Carly Rae Jepsen
- Fun
- Lana Del Rey
- One Direction
- Rita Ora

### Najlepszy wykonawca muzyki pop
- Justin Bieber
- Katy Perry
- No Doubt
- Rihanna
- Taylor Swift

### Najlepszy wykonawca rockowy
- Coldplay
- Green Day
- Linkin Park
- Muse
- The Killers

### Najlepszy wykonawca alternatywny
- Arctic Monkeys
- The Black Keys
- Florence and the Machine
- Jack White
- Lana Del Rey

### Najlepszy wykonawca muzyki elektronicznej
- Avicii
- Calvin Harris
- David Guetta
- Skrillex
- Swedish House Mafia

### Najlepszy wykonawca muzyki hip-hop
- Eminem
- Jay-Z & Kanye West
- Nas
- Nicki Minaj
- Rick Ross

### Najlepszy występ na żywo
- Taylor Swift
- Green Day
- Jay-Z & Kanye West
- Lady Gaga
- Muse

### Najlepszy wykonawca w serii MTV World Stage
- Arcade Fire
- Arctic Monkeys
- B.o.B
- Evanescence
- Flo Rida
- Jason Derulo
- Joe Jonas
- Justin Bieber
- Kasabian
- Kesha
- LMFAO
- Maroon 5
- Nelly Furtado
- Red Hot Chili Peppers
- Sean Paul
- Snoop Dogg
- Snow Patrol
- Taylor Swift

### Najlepszy wykonawca w serii MTV Push
- Carly Rae Jepsen
- Conor Maynard
- Foster the People
- Fun
- Gotye
- Lana Del Rey
- Mac Miller
- Michael Kiwanuka
- Of Monsters and Men
- Rebecca Ferguson
- Rita Ora

### Najwięksi fani
- Justin Bieber
- Lady Gaga
- Katy Perry
- Rihanna
- One Direction

### Najlepszy wygląd
- A$AP Rocky
- Jack White
- Nicki Minaj
- Rihanna
- Taylor Swift

### Najlepszy wykonawca-świat
- Dima Bilan
- Ahmed Soultan
- Han Geng
- Restart
- Rihanna

### Globalna ikona
- Whitney Houston

## Nominacje regionalne

### Najlepszy polski wykonawca
- Monika Brodka
- Iza Lach
- Mrozu
- Pezet
- The Stubs

### Najlepszy nowy brytyjski i irlandzki wykonawca
- Conor Maynard
- One Direction
- Jessie J
- Ed Sheeran
- Rita Ora

### Najlepszy duński wykonawca
- Aura Dione
- L.O.C.
- Medina
- Nik & Jay
- Rasmus Seebach

### Najlepszy fiński wykonawca
- Cheek
- Chisu
- Elokuu
- PMMP
- Robin

### Najlepszy norweski wykonawca
- Donkeyboy
- Erik & Kriss
- Madcon
- Karpe Diem
- Sirkus Eliasson

### Najlepszy szwedzki wykonawca
- Alina Devecerski
- Avicii
- Laleh
- Loreen
- Panetoz

### Najlepszy niemiecki wykonawca
- Cro
- Kraftklub
- Seeed
- Tim Bendzko
- Udo Lindenberg

### Najlepszy włoski wykonawca
- Cesare Cremonini
- Club Dogo
- Emis Killa
- Giorgia
- Marracash

### Najlepszy holenderski wykonawca
- Afrojack
- Chef Special
- Eva Simons
- Gers Pardoel
- Tiësto

### Najlepszy belgijski wykonawca
- Deus
- Milow
- Netsky
- Selah Sue
- Triggerfinger

### Najlepszy francuski wykonawca
- Irma
- Orelsan
- Sexion D'Assaut
- Shaka Ponk
- Tal

### Najlepszy hiszpański wykonawca
- Corizonas
- Iván Ferreiro
- Love of Lesbian
- Supersubmarina
- The Zombie Kids

### Najlepszy rosyjski wykonawca
- Dima Bilan
- Kasta
- Nervy
- Serebro
- Zhanna Friske

### Najlepszy rumuński wykonawca
- CRBL
- Grassu XXL
- Guess Who
- Maximilian
- Vunk

### Najlepszy portugalski wykonawca
- Amor Electro
- Aurea
- Klepht
- Monica Ferraz
- Os Azeitonas

### Najlepszy adriatycki wykonawca
- Elemental
- MVP
- TBF
- Trash Candy
- Who See

### Najlepszy węgierski wykonawca
- 30Y
- Funktasztikus
- Odett
- Soerii és Poolek
- Supernem

### Najlepszy ukraiński wykonawca
- Alloise
- Champagne Morning
- Dio.Filmi
- Ivan Dorn
- The Hardkiss

### Najlepszy grecki wykonawca
- Claydee
- Goin' Through
- Melisses
- Nikki Ponte
- Vegas

### Najlepszy izraelski wykonawca
- Dudu Tassa
- Moshe Perez
- Ninet Tayeb
- Riff Cohen
- TYP

### Najlepszy szwajcarski wykonawca
- 77 Bombay Street
- DJ Antoine
- Mike Candys
- Remady
- Stress

### Najlepszy czeski i słowacki wykonawca
- Ben Cristovao
- Sunshine
- Mandrage
- Celeste Buckingham
- Majk Spirit

## Najlepszy wykonawca światowy

### Najlepszy wykonawca z Afryki
- Camp Mulla
- D'Banj
- Mi Casa
- Sarkodie
- Wizkid

### Najlepszy wykonawca z Bliskiego Wschodu
- Ahmed Soultan
- K2RHYM (Karim AlGharbi)
- Karl Wolf
- Qusai
- Sandy

### Najlepszy wykonawca z Indii
- Alobo Naga & The Band
- Bandish Projekt
- Indus Creed
- Menwhopause
- Oliver Sean

### Najlepszy wykonawca z Azji
- Yuna
- Super Junior
- Han Geng
- Exile
- Jolin Tsai
- Agnes Monica

### Najlepszy wykonawca z Australii i Nowej Zelandii
- 360
- Gin Wigmore
- Gotye
- Kimbra
- The Temper Trap

### Najlepszy wykonawca z Brazylii
- Agridoce
- ConeCrewDiretoria
- Emicida
- Restart
- Vanguart

### Najlepszy latynoski wykonawca z Ameryki Północnej
- Danna Paola
- Jesse & Joy
- Kinky
- Panda
- Ximena Sariñana

### Najlepszy latynoski wykonawca z Ameryki Środkowej
- Ádammo
- Caramelos de Cianuro
- Don Tetto
- Juanes
- Naty Botero

### Najlepszy latynoski wykonawca z Ameryki Południowej
- Axel
- Babasónicos
- Campo
- Miranda!
- Tan Biónica

### Najlepszy wykonawca z Ameryki Północnej
- Carly Rae Jepsen
- Chris Brown
- Drake
- Green Day
- Justin Bieber
- Katy Perry
- Linkin Park
- Pink
- Rihanna
- Usher

## Występy
- Rita Ora – „R.I.P.”
- Fun – „We Are Young”
- Carly Rae Jepsen – „Call Me Maybe”
- Alicia Keys – „New Day (Intro)”/"Girl on Fire”
- No Doubt – „Looking Hot”
- The Killers – „Runaways”
- Psy – „Gangnam Style”
- Muse – „Madness”
- Pitbull – „Don’t Stop the Party”
- Taylor Swift – „We Are Never Ever Getting Back Together”
- Dan Miethke (Cirque du Soleil) – „Taniec ognia”